# Панкін Борис Дмитрович
Бори́с Дми́трович Па́нкін (рос. Панкин Борис Дмитриевич; нар. 20 лютого 1931, Фрунзе) — радянський і російський дипломат, журналіст. Міністр закордонних справ СРСР (серпень — листопад 1991), посол Росії у Великій Британії (1992—1993).

## Біографія
У 1953 закінчив факультет журналістики Московський державний університет імені М. В. Ломоносова.
У 1953—1965 на журналістській роботі в газеті «Комсомольська правда»: кореспондент, спеціальний кореспондент, завідувач відділу, заступник головного редактора. Згодом головний редактор (1965—1973).
У 1973—1982 — голова правління Всесоюзного агентства з авторських прав (ВААП).

## Дипломатична робота
З 1982 по 1990 — Надзвичайний і Повноважний Посол СРСР в Швеції
З 1990 по серпень 1991 — Надзвичайний і Повноважний Посол СРСР в ЧСФР
У 1991 — відкрито засудив серпневий заколот Державний комітет з надзвичайного стану в СРСР.

## Міністр закордонних справ СРСР
З 28 серпня по 14 листопада 1991 останній Міністр закордонних справ СРСР. Одночасно член Політичної консультативної ради при Президенті СРСР; член Ради оборони при Президенте СРСР.
З 1991 по 1992 — Надзвичайний і Повноважний Посол СРСР у Великій Британії.
З 1992 по 1993 — Надзвичайний і Повноважний Посол Росії у Великій Британії.
З 16 вересня 1993 — вийшов на пенсію. Проживає в Швеції. Працює політичним оглядачем «Російської газети» в Стокгольмі.
Має дипломатичний ранг: Надзвичайний і Повноважний Посол.

## Громадська діяльність
Член Спілки письменників СРСР (1970), обирався членом правління Спілки письменників РСФРР (з 1991), секретарем правління Спілки журналістів СРСР (1973—1987), був членом Комітета з Ленінської премії та Державної премії СРСР.

## Творчість
Автор ряду книг з історії і літератури. «Четыре „Я“ Константина Симонова», «Сто оборванных дней», «Строгая литература», «Пресловутая эпоха в лицах и масках, событиях и казусах».

## Нагороди
- Два ордени Трудового Червоного Прапора.
- Орден Дружби народів
- Лауреат Державної премії СРСР в області літератури (1982)
- Лауреат премії Ленінського Комсомолу.
- Лауреат премії Спілки журналістів СРСР.